# Elatostema taquetii
Elatostema taquetii är en nässelväxtart som beskrevs av Lév.. Elatostema taquetii ingår i släktet Elatostema och familjen nässelväxter. Inga underarter finns listade i Catalogue of Life.